# Жольт Варга (ватерполіст, 1972)
Жольт Варга (угор. Zsolt Varga, 9 березня 1972) — угорський ватерполіст.
Олімпійський чемпіон 2000 року, учасник 1996, 2004 років.
Чемпіон світу з водних видів спорту 2003 року.